# La Presa, Texas
La Presa là một nơi ấn định cho điều tra dân số (CDP) thuộc quận Webb, tiểu bang Texas, Hoa Kỳ. Năm 2010, dân số của nơi này là 319 người.

## Dân số
- Dân số năm 2000: 508 người.
- Dân số năm 2010: 319 người.